# Menhir von Courégant

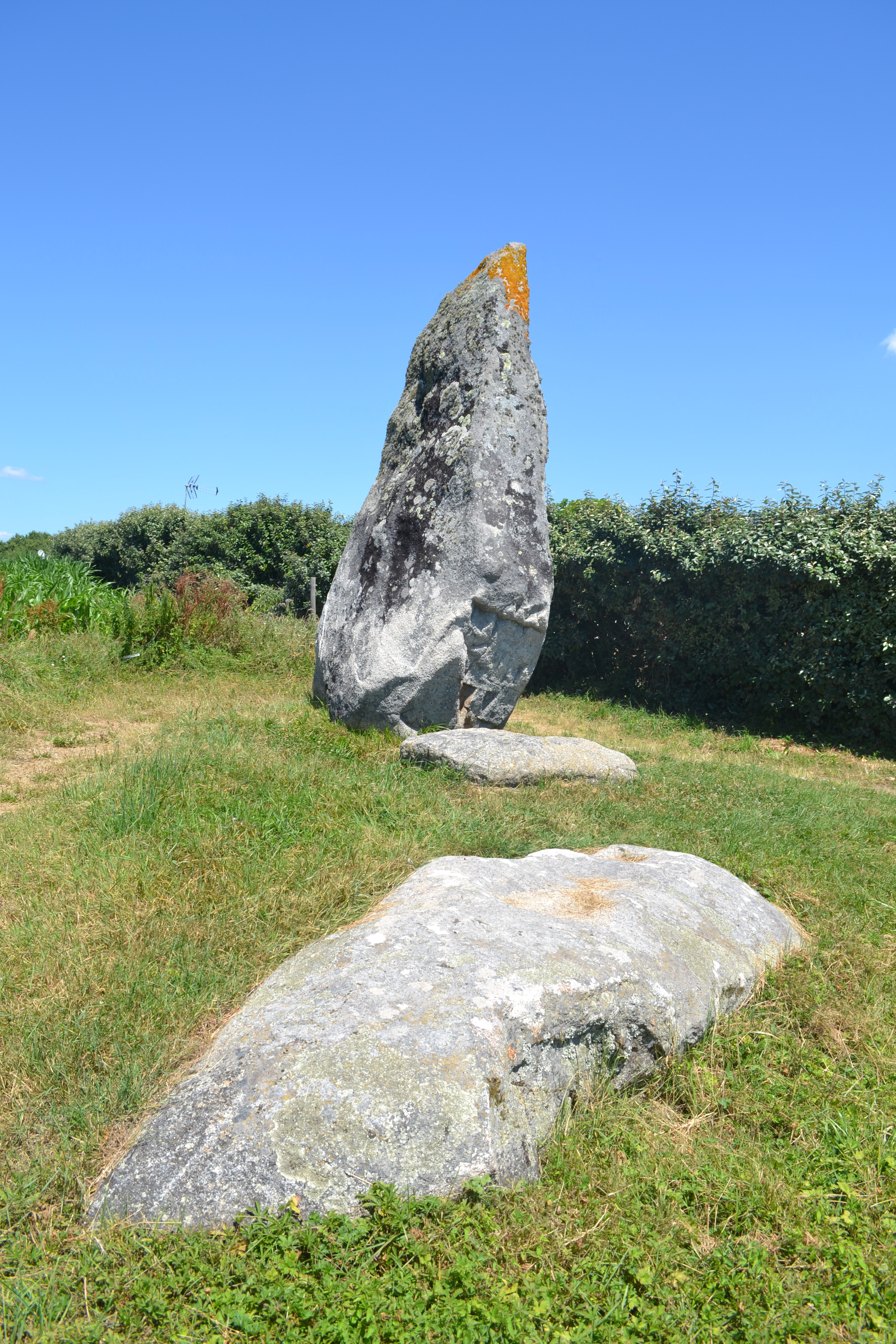
Menhir von Courégant

Der Menhir von Courégant (auch Menhir von Couregan genannt) steht nördlich des Küstenortes Le Courégant nahe der Straße Parc du Menhir, bei Ploemeur im Département Morbihan in der Bretagne in Frankreich.
Der über 5,0 m hohe, oben spitze Menhir hat Keilsteine, die ihn stützen, und zwei Blöcke, die an seiner Seite liegen. An diesem Ort befanden sich früher zwei Dolmen, ein Tumulus und eine Steinkiste, die alle zerstört sind. 